# Thrombidae
Thrombidae is een familie van sponsdieren uit de klasse van de Demospongiae (gewone sponzen). 

## Geslachten
- Thrombus Sollas, 1886
- Yucatania Gómez, 2006